# 小西灣邨巴士總站

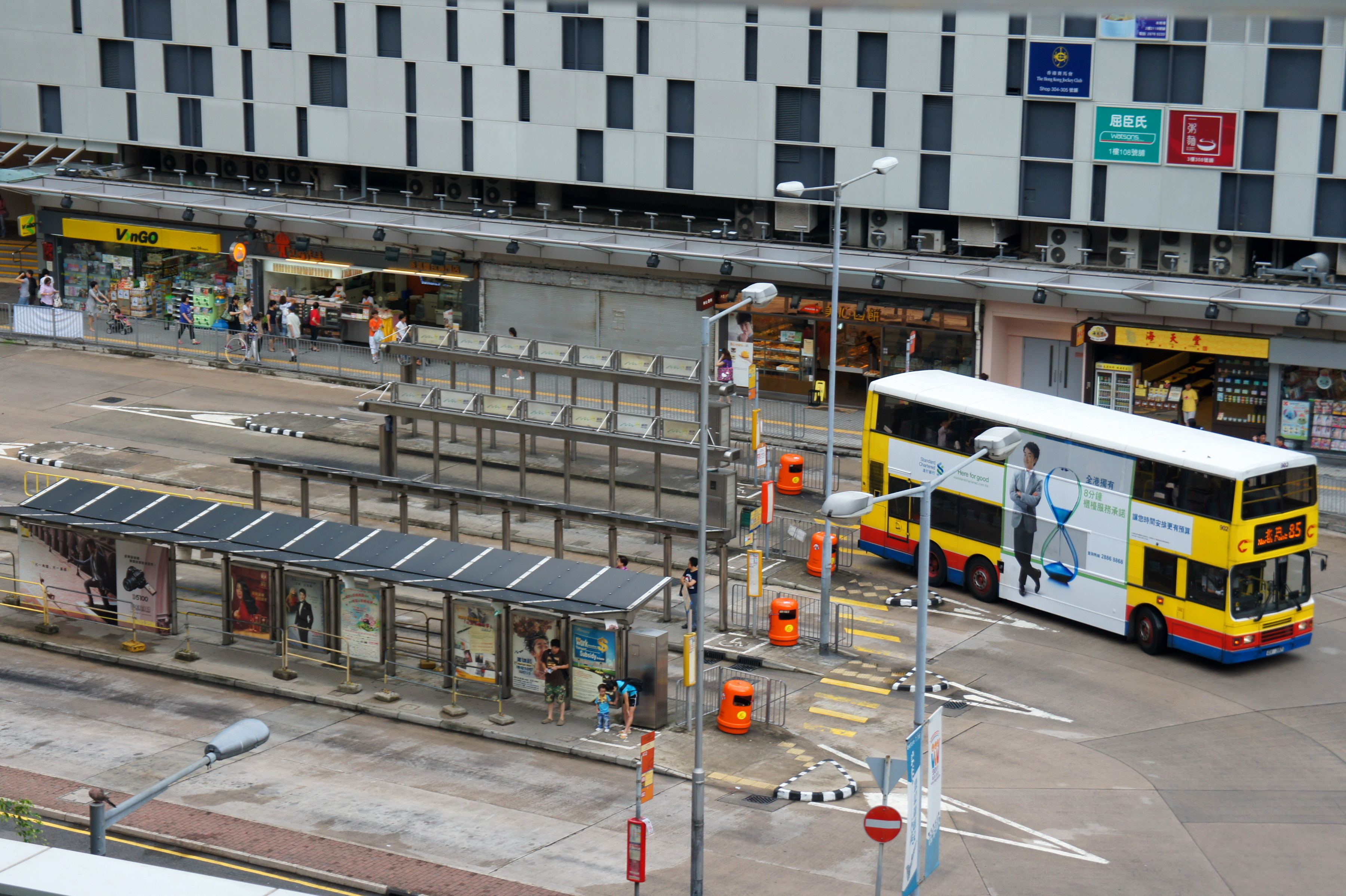
俯瞰小西灣邨巴士總站

小西灣邨巴士總站（英語：Siu Sai Wan Estate Bus Terminus）位於小西灣道小西灣廣場外，現在是一個以中途站為主的巴士總站。

## 歷史
小西灣邨巴士總站曾經分為南、北兩翼，於九十年代是港島最大型交通總站之一。當時新巴路線多以南翼為總站，城巴和過海路線則使用北翼為主，但小西灣（藍灣半島）公共運輸交匯處於2001年7月22日正式啟用後，所有以本總站為終點站的巴士路線遷往至小西灣（藍灣半島）公共運輸交匯處，因此本總站一度沒有任何巴士路線為總站；北翼同時關閉，並改建為小西灣綜合大樓。雖然現時只有過海隧道巴士694線以此為總站，但本站人流仍然甚高。

## 總站路線資料（巴士）

### 過海隧道巴士694線

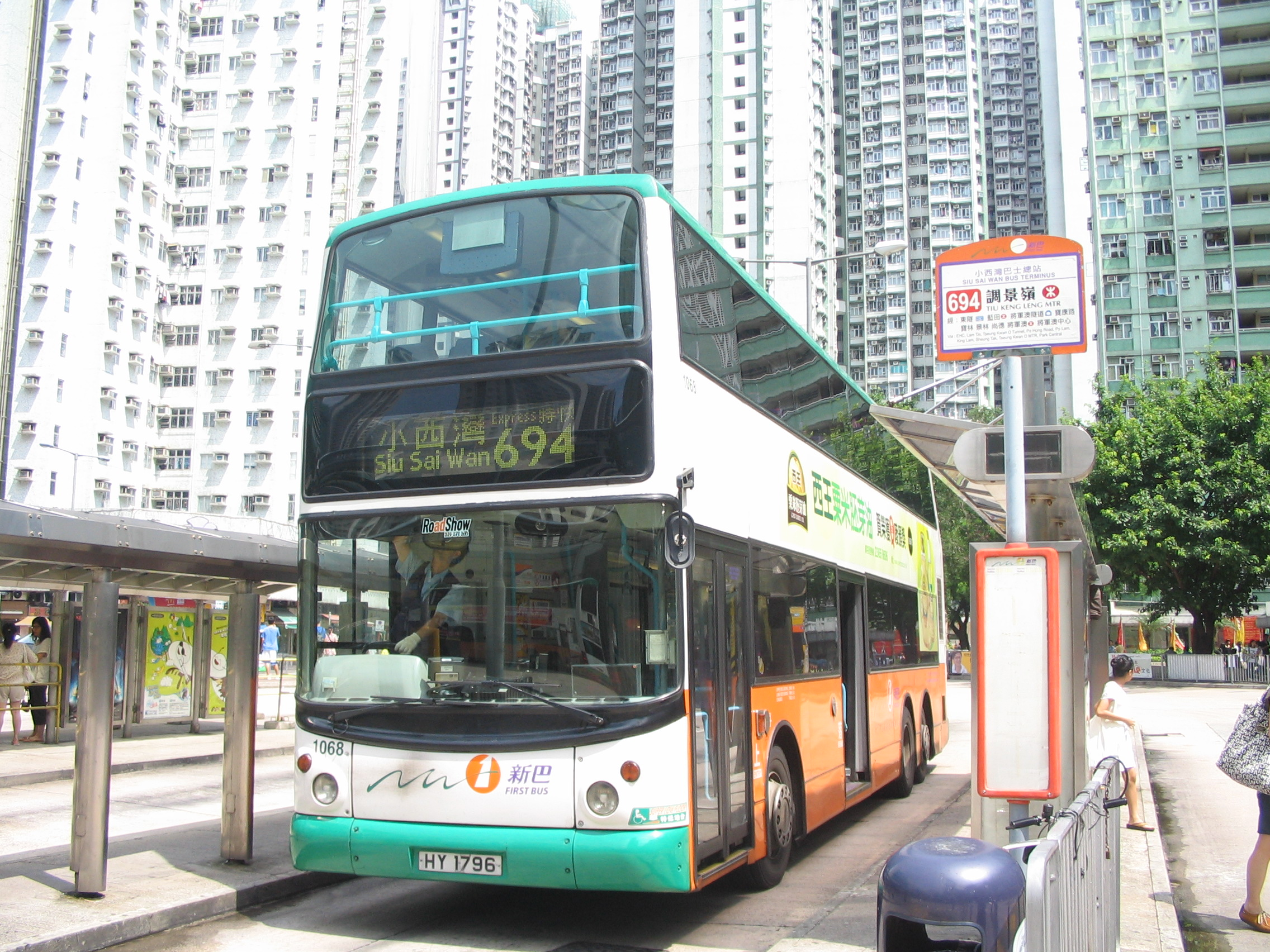
694線是唯一全日以此為總站的路線

- 調景嶺站 ↔ 小西灣邨

於1998年11月9日投入服務，由城巴營運，是新巴於1998年9月1日取得港島區巴士專營權後，全新開辦的第一條過海路線，途經尚德邨、寶琳、將軍澳隧道、東區海底隧道、藍田、西灣河、筲箕灣及柴灣。2004年7月25日，由柴灣（東）巴士總站遷至此總站。

### 過海隧道巴士694S線
- 調景嶺站 ↔ 小西灣邨

於2023年3月20日起投入服務，途經百勝角、日出康城、將藍公路、東區海底隧道、北角、鰂魚涌、西灣河、筲箕灣及柴灣，只於平日繁忙時間服務。

## 途經路線資料（巴士）

### 城巴8H線
- 小西灣（藍灣半島） ↔ 銅鑼灣（東華東院）

### 城巴8P線
- 小西灣（藍灣半島） ↔ 會展站

於1998年9月1日投入服務，同年10月19日提升至每天全日服務，途經柴灣、東區走廊、天后、銅鑼灣。

### 城巴8X線
- 小西灣（藍灣半島） ↔ 跑馬地（上）

於1996年4月22日投入服務，2004年5月31日經服務重組後縮短至來往跑馬地，途經柴灣、東區走廊、北角、炮台山、天后及銅鑼灣。

### 城巴49X線
- 小西灣（藍灣半島） → 數碼港

於2020年10月19日投入服務，為柴灣及小西灣首條直達南區市區的常規專營巴士路線。

### 城巴82線
- 小西灣（藍灣半島） ↔ 北角碼頭（經柴灣道）

原名8A，於1963年9月1日起投入服務，配合油麻地小輪公司增闢北角至九龍城及北角至紅磡的渡輪航線，當時由中巴營辦。本線可追溯至1959年12月中巴開辦的一條沒有編號的路線（筲箕灣←→柴灣徙置區），當時以十二座位小型巴士行走，1961年2月8日起延長為太古船塢（東閘）至柴灣，柴灣總站當時設於柴灣徙置區（今永利中心），1963年5月16日起加開平日早上由柴灣單向往北角的特別班次，直至1963年9月1日，該無編號路線停止服務，改由8A號線提供服務，至42年後，總站遷至今日的小西灣（藍灣半島）。

### 城巴82S線
- 小西灣（藍灣半島） → 耀東（惠亨街）
筲箕灣廣場 → 小西灣（藍灣半島）

於2010年9月1日投入服務，取代原有84S線，途經柴灣、筲箕灣及耀東邨，只於上課日上午繁忙時間提供服務。

### 城巴82X線
- 小西灣（藍灣半島） ↺ 北角（民康街）

於2010年8月23日投入服務，途經柴灣、東區走廊、北角東、鰂魚涌、太古城、西灣河及愛秩序灣。

### 城巴85線
- 小西灣（藍灣半島） ↺ 寶馬山（經阿公岩道）

1978年3月1日起配合明華大廈入伙及亞公岩一帶發展而開辦，初時由中巴經營，1995年9月1日起改由城巴接辦，是城巴於1995年9月1日接辦的第二批14條中巴路線之一，也是城巴首條服務柴灣區的港島非過海路線，也標示著城巴服務正式踏進柴灣。

### 城巴88X線
- 小西灣（藍灣半島） ↔ 堅尼地城（卑路乍灣）

於2020年11月2日加密班次至來回方向各兩班

### 城巴314線
- 小西灣（藍灣半島） ↺ 赤柱（海灘／市場／監獄）

於1997年8月31日投入服務，1997年11月2日提升至全年假日服務，途經柴灣、大潭及赤柱，只於泳季星期日及公眾假期提供服務。

### 過海隧道巴士606線
- 彩雲（豐盛街） ↔ 小西灣（藍灣半島）

於1989年9月22日投入服務，由九巴及城巴聯合營運，途經柴灣、筲箕灣、耀東邨、太古城、鰂魚涌、北角、東區海底隧道、藍田、觀塘、牛頭角、九龍灣及牛池灣。

### 過海隧道巴士606X線
- 小西灣（藍灣半島） ↔ 九龍灣

於2013年12月16日投入服務，由九巴及城巴聯合營運，途經柴灣、筲箕灣、東區海底隧道、藍田、觀塘、牛頭角及九龍灣。

### 過海隧道巴士682線
- 柴灣（東） ↔ 馬鞍山（烏溪沙站）

於2000年3月31日投入服務，由城巴營運，途經小西灣、柴灣、筲箕灣、西灣河、太古城、鰂魚涌、北角、東區海底隧道、大老山隧道、沙田第一城及馬鞍山，為新巴最長的獨營巴士路線。

### 城巴788線
- 小西灣（藍灣半島） ↔ 中環（港澳碼頭）

於1993年8月2日投入服務，1998年10月19日提升至每天全日服務，途經柴灣、東區走廊、灣仔及中環。

### 城巴789線
- 小西灣（藍灣半島） ↔ 金鐘（樂禮街）

於1999年7月5日投入服務，2004年5月31日提升至每天全日服務並取消循環運作，途經柴灣、東區走廊及灣仔。

### 城巴A12線
- 小西灣（藍灣半島） ↔ 機場

於1998年7月6日投入服務，同年12月20日延長至柴灣（東），2001年7月22日延長至小西灣（藍灣半島），途經柴灣、筲箕灣、西灣河、太古城、鰂魚涌、北角、中環灣仔繞道、西區海底隧道、西九龍公路、昂船洲大橋、一號客運大樓及港珠澳大橋香港口岸。

### 城巴N8P線
- 小西灣（藍灣半島） ↺ 灣仔（港灣道）

於1998年12月25日投入服務，2000年5月13日提升至每晚服務，途經柴灣、東區走廊、銅鑼灣、灣仔及天后，只於深宵時段提供服務，為港島區少數特快通宵巴士路線。

### 城巴N8X線
- 小西灣（藍灣半島） ↔ 堅尼地城

於1996年4月22日投入服務，此線沒有行經任何快速公路，實際上並非特快路線，途經柴灣、筲箕灣、西灣河、太古城、鰂魚涌、北角、炮台山、天后、銅鑼灣、灣仔、金鐘、中環、上環、西營盤及石塘咀，只於深宵時段提供服務。

### 過海隧道巴士N118線
- 小西灣（藍灣半島） ↔ 長沙灣（深旺道）

於1997年4月13日投入服務，為118線的通宵線，起初路線與118線相同，後於2000年8月12日起往深水埗方向增設銅鑼灣告士打道近景隆街分站，方便銅鑼灣乘客前往九龍西，以及往小西灣方向途經炮台山及北角。

### 城巴NA12線
- 杏花邨 ↔ 港珠澳大橋香港口岸（經機場客運大樓）

於2017年6月29日投入服務，途經小西灣、柴灣、筲箕灣、西灣河、太古城、鰂魚涌、北角、中環（只限去程）、上環（只限回程）、石塘咀、西區海底隧道、西九龍公路、昂船洲大橋、青嶼幹線及香港國際機場一號客運大樓，只於深宵時段提供服務。

## 途經路線資料（專線小巴）

### 香港島專線小巴44M線
- 柴灣站 ↺ 小西灣邨

### 香港島專線小巴47E線
- 柴灣站 ↺ 小西灣邨

### 香港島專線小巴47M線
- 柴灣站 ↺ 小西灣邨

### 香港島專線小巴61線
- 小西灣（藍灣半島） ↔ 旺角（快富街）

## 過往路線
- 新巴8號線
- 新巴82M線
- 新巴83線
- 新巴84線
- 新巴84M線
- 新巴N8線
- 新巴319線
- 城巴780線
- 過海隧道巴士106線
- 過海隧道巴士118線
- 過海隧道巴士698R線

## 車坑分佈
| 車坑分佈（以入口最左邊起計） | 車坑分佈（以入口最左邊起計） | 車坑分佈（以入口最左邊起計）                                                    |
| 車坑編號                     | 車坑數目                     | 路線                                                                            |
| ---------------------------- | ---------------------------- | ------------------------------------------------------------------------------- |
| 1                            | 單坑                         | 城巴8H、8P、8X、49X、82、82X、N8P、N8X線                                        |
| 2                            | 單坑                         | 城巴82S、85線                                                                   |
| 3                            | 單坑                         | 過海隧道巴士694、694S線                                                         |
| 4                            | 單坑                         | 城巴314、789線                                                                  |
| 5                            | 雙坑                         | 城巴88X、788線                                                                  |
| 6                            | 路旁                         | 專線小巴44M、47E、47M、61線 過海隧道巴士606、606X、682、976A、A12、N118、NA12線 |

## 外部連結
- 小西灣邨巴士總站 （页面存档备份，存于），城巴
- 小西灣邨，小西灣道巴士站 （页面存档备份，存于），城巴
- 九巴 （页面存档备份，存于）